# جمیله دارالشفایی
جمیله دارالشفایی (زادهٔ ۵ فروردین ۱۳۵۴) نویسندهٔ ایرانی است. او دانش‌آموختهٔ رشته ریاضی- کاربرد در کامپیوتر در دانشگاه صنعتی امیرکبیر است. او به عنوان روزنامه‌نگار با نشریات فیلم‌نگار، فیلم و روزنامه‌های بهار و شرق همکاری داشته است. بیشتر آثار او فیلمنامهٔ سینمایی و تلویزیونی هستند. او همچنین دو فیلم کوتاه دروغ ممنوع و واهمه سرد را کارگردانی کرده است. او از سال ۱۳۸۴ با فیلمنامه ربات به کارگردانی مهرداد خوشبخت فیلمنامه‌نویسی حرفه‌ای را آغاز کرد. در جریان اعتراضات سال ۱۳۸۸ مدتی بازداشت بود. او خواهر بهمن دارالشفایی است.

## آثار
| سال  | عنوان         | کارگردان                   | توضیح               |
| ---- | ------------- | -------------------------- | ------------------- |
| ۱۳۸۶ | آرزوهای شیرین | سید وحید حسینی             |                     |
| ۱۳۸۸ | ساعت گیج زمان | فرزاد مؤتمن                | همراه با شیوا کاظمی |
| ۱۳۹۰ | خانه اجاره‌ای  | رامین ناصرنصیر شاهد احمدلو | عضو گروه نویسندگان  |
| ۱۳۹۴ | متولد ۶۵      | مجید توکلی                 |                     |
| ۱۳۹۶ | روزهای نارنجی | آرش لاهوتی                 |                     |
| ۱۳۹۲ | داوران        | احمد امینی بیژن میرباقری   | عضو گروه نویسندگان  |
| ۱۳۹۶ | رهایم نکن     | محمدمهدی عسگرپور           |                     |
| ۱۳۹۸ | عروسی مردم    | مجید توکلی                 |                     |
| ۱۴۰۳ | عزیز          | مجید توکلی                 |                     |